# Manuel Rico
Manuel Rico es un periodista español, nacido en 1967 en Fabero, El Bierzo aunque vinculado a Galicia. 

## Trayectoria
Se licenció en Ciencias de la Información por la Universidad de Navarra.
Ejerce de periodista desde 1990. Es también abogado, graduado en Derecho por la UOC, interesado en temas de transparencia y posee un máster en Comunicación por la Universidad de Missouri-Columbia (1999), donde estudió gracias a una beca Fulbright.
Ha trabajado para diversos periódicos como El Correo Gallego (1990-1993), El Mundo (1993-2000) en las ediciones de Galicia y País Vasco, En el 2000 se incorpora al Grupo Zeta donde trabajó en Interviú y fue subdirector de la revista Tiempo (2005-2007). Entre 1995 y 1997 fue presidente del Colegio de Periodistas de Santiago de Compostela y participó de la puesta en marcha del Colexio Profesional de Xornalistas de Galicia. En 2007 se incorporó al equipo fundador del diario Público, donde fue Jefe de Información y, en marzo de 2010, fue nombrado Subdirector.  En 2013 pasó a formar parte del equipo fundador de InfoLibre donde llegó a ser su director de investigación. Ha sido corresponsal en España de Investigate Europe. 
En 2025 fue nombrado director del diario Público.
Se define como:

"Algunos dicen que hablar en términos de izquierda/derecha está desfasado (...) Pero si aceptamos esos términos, me considero de izquierdas, porque en mi opinión sabe combinar mejor los dos valores esenciales: libertad e igualdad. Y, como gallego, creo que el trabajo de algunas organizaciones nacionalistas 'periféricas' ha sido muy importante para defender culturas que algunos querían exterminar."

Como periodista de investigación hizo público el plagio de un libro de Ana Rosa Quintana, descubrió que el fiscal Anticorrupción Manuel Moix tenía una empresa en Panamá y destapó la adjudicación irregular del campo de golf del Canal de Isabel II (caso Lezo), por el que fue encarcelado el expresidente madrileño Ignacio González.
Participó en la Comisión Ciudadana por la Verdad impulsada por Marea de Residencias y Verdad y Justicia para esclarecer lo ocurrido en la gestión de las residencias de mayores en la Comunidad de Madrid durante la pandemia de la Covid 19. Intervino en la película documental 7291 del director Juanjo Castro sobre este mismo tema.  Ha investigado sobre el negocio que los fondos de inversión realizan con el cuidado de los mayores.

## Premios
Obtuvo el premio de la Asociación de la Prensa de Madrid al Periodista Especializado y la XVII Edición del Premio José Couso por su investigación de las residencias de mayores durante la pandemia de la Covid 19.
En 2023 recibió de forma compartida el premio Pilar Blanco a la Comunicación Sociolaboral concedido por la Fundación Sindical Ateneo 1.º de Mayo de CC.OO. de Madrid por su investigación de las residencias.
En 2025 InfoLibre y Manuel Rico fueron nominados al European Press Prize en la categoría de mejor reportaje de investigación por unos artículos sobre la especulación de los precios de los medicamentos por parte de las farmacéuticas.

## Publicaciones
- Vergüenza, el escándalo de las residencias (2021). Editorial Planeta.[12][4]